# São Brás (Ribeira Grande)
São Brás es una freguesia portuguesa situada en el municipio de Ribeira Grande, en la isla de São Miguel, región autónoma de Azores. Según el censo de 2021, tiene una población de 582 habitantes.